# Keigo Higaši
Keigo Higaši (japonsky 東 慶悟, * 20. července 1990) je japonský fotbalista.

## Klubová kariéra
Hrával za Oita Trinita, Omiya Ardija a FC Tokyo.

## Reprezentační kariéra
S japonskou reprezentací se zúčastnil Letních olympijských her 2012.